# Дею, Фредерик
Фредери́к Дею́ (фр. Frédéric Déhu; род. 24 октября 1972, Вильпаризи) — французский футболист, защитник. Выступал за сборную Франции.

## Карьера
Дею в 1991 году начал свою профессиональную карьеру во французском футбольном клубе «Ланс», с которым выиграл чемпионат и завоевывал Кубок Франции по одному разу.
В 1999 году Фредерик Дею переходит на один сезон в испанскую «Барселону» и возвращается во Францию в 2000 году, присоединившись к столичному «Пари Сен-Жермен». С «ПСЖ» он завоевывает второй для себя Кубок Франции по футболу.
Сразу после этой победы он переходит в «Олимпик» из Марселя. Проведя там более пятидесяти игр за два сезона, он подписывает контракт с испанским «Леванте», где и заканчивают свою карьеру игрока в 2007 году.

## Сборная
Фредерик Дею дебютировал в составе сборной Франции в матче против Австрии 19 августа 1998 года. В общей сложности Дею сыграл пять игр в составе национальной команды.

## Достижения

### Клубные

#### Ланс
- Чемпионат Франции по футболу (1): 1997/98
- Кубок Франции по футболу (1): 1998/99

#### Пари Сен-Жермен
- Кубок Франции по футболу (1): 2003/04